# Алмонайтите, Бируте
Бируте Алмонайтите (лит. Birutė Almonaitytė; 10 мая 1934, Бубляляй, Шакяйский уезд — 5 февраля 2004, Вильнюс) — литовская и советская оперная певица

 (меццо-сопрано). Заслуженная артистка Литовской ССР (1977).

## Биография
В 1963 году окончила Московскую консерваторию (класс В. Рождественской).
В 1963—1999 годах — солистка Литовского театра оперы и балета. Гастролировала по Европе и Америке.
Записывалась на студии грампластинок «Мелодия».
Похоронена в Вильнюсе на Антакальнисском кладбище.

## Избранные партии
- Амнерис — «Аида» Дж. Верди
- Ульрика — «Бал-маскарад» Дж. Верди
- Принцесса Эболи — «Дон Карлоc» Дж. Верди
- Буше — «Путешествие в Тильзит» Э. Бальсис
- Кармен — «Кармен» Дж. Верди
- Мирта — «Пиленай» В. Клова
- Шарлотта — «Вертер» Ж. Массне
- Ольга — «Евгений Онегин» П. Чайковский
- Ария из кантаты «Dettinger Te Deum» Г. Ф. Генделя